# Marian Spychalski

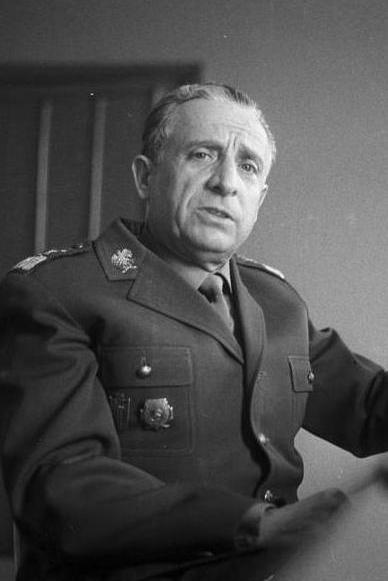
Marian Spychalski (1965)

Marian Spychalski (* 6. Dezember 1906 in Łódź, Kraj Nadwiślański im Russischen Kaiserreich; † 7. Juni 1980 in Warschau, VR Polen) war ein polnischer Politiker und Militär.

## Herkunft und Vorkriegszeit
Aus einer Łódźer Arbeiterfamilie stammend schloss er 1931 sein Studium an der Technischen Hochschule in Warschau ab und wurde Architekt. Im selben Jahr trat er der Kommunistischen Partei Polens (KPP) bei (bereits seit 1929 war er Mitglied des Unabhängigen Sozialistischen Jugendverbandes „Życie“, welcher mit dem Kommunistischen Jugendverband Polens zusammenarbeitete). Nach dem Ende seines Studiums arbeitete er als Stadtplaner in Posen und Warschau. Im Rahmen seiner gesellschaftlichen Stellung als Stadtplaner und seiner geheimen Mitgliedschaft in der KP Polens (diese arbeitete fast die gesamte Zeit ihres Bestehens illegal) wurde er Mitglied verschiedener politischer und gesellschaftlicher Organisationen. Anliegen dieser Mitgliedschaften (u. a. wurde Spychalski Mitglied der Gesellschaft polnischer Architekten und der Gesellschaft polnischer Stadtplaner) war es, für die KP herauszufinden, was diese an Zielen und konkreten Aktivitäten planten und ausführten, zu eruieren, welche politischen Positionen sich dort bildeten, als auch unter anderen Mitgliedern für die Ideen des Kommunismus i. A. zu agitieren. Während seiner Zeit in Posen (ab 1933) übte er zudem anleitende und organisierende Funktionen innerhalb der illegalen Parteiorganisation der Posener Bahnwerkstätten aus.

## Kriegszeit
Den deutschen Überfall auf Polen erlebte er zunächst in Warschau, erst im Dezember 1939 flüchtete er nach Lemberg, wo seine Frau und seine Tochter bereits auf ihn warteten. Im sowjetisch besetzten Lemberg verweilte die Familie jedoch nur kurz, bereits im Januar 1940 kehrte man nach Warschau zurück. Bis 1942 übte er offiziell eine seiner Ausbildung entsprechende Stelle in der Warschauer Stadtverwaltung aus, illegal betätigte er sich jedoch wieder entsprechend seiner politischen Überzeugung und nahm daher an den Aktivitäten des polnischen Widerstandes teil. Zunächst engagierte er sich an der Herausgabe eines Bulletins einer Gruppe kommunistischer Intellektueller, ab 1941 wurde er Mitglied der Organisation Związek Walki Wyzwoleńczej (dt. Bund des Befreiungskampfes). Ab 1942 war er zeitweise Chef des Generalstabs der kommunistischen Armia Ludowa bzw. ab 22. Juli 1944 der Ludowe Wojsko Polskie. Seit Gründung der Polnischen Arbeiterpartei 1942 war er auch dort Mitglied.

## Nachkriegszeit
Noch vor der Befreiung Warschaus von der Nazi-Herrschaft (17. Januar 1945) wurde er 1944 zum Bürgermeister der Stadt im Rahmen der Planungen des PKWN ernannt. Nach der tatsächlichen Befreiung der Stadt arbeitete er an der Planung des Wiederaufbaus der Stadt mit. Im gleichen Jahr wurde er zum Brigadegeneral (am 6. Februar 1945), sowie zum Divisionsgeneral (3. Mai 1945) befördert. Entsprechend diesen Beförderungen wirkte er ab 1945 als stellvertretender Verteidigungsminister Polens (bis 1949) unter Verteidigungsminister Michał Rola-Żymierski. Nach der Bildung der PVAP 1948 gehörte Spychalski deren Zentralkomitee (ZK) als auch dem Politbüro des ZK an. Im März 1949 bat er um eine Versetzung aus seiner Funktion als Stellvertreter des Verteidigungsministers und wurde Minister für den Wiederaufbau als auch das Bauwesen i. A. – was eine Degradierung bedeutete und im Zusammenhang mit dem Sturz Władysław Gomułkas Ende der 40er/Anfang der 50er zu sehen ist. Im Rahmen dessen wurde Spychalski schließlich vollständig entmachtet (er arbeitete fortan als Architekt in Breslau) und 1950 sogar verhaftet.
Mit der Rückkehr Gomułkas an die Macht im Jahre 1956 wurde auch Spychalski rehabilitiert. Er kehrte in seine vorigen Ämter und Funktionen innerhalb der Partei zurück und wurde im November 1956 sogar Verteidigungsminister Polens (bis 1968). 1963 wurde er (als bisher letzter Pole) in den Rang eines Marschalls erhoben. 1968 wählte man ihn zum Vorsitzenden des Staatsrates Polens, wodurch er bis 1970 Staatschef war. 1972 zog er sich aus dem politischen Leben zurück und verstarb nach einigen Jahren als Pensionär am 7. Juni 1980 in Warschau.